# Ekstraklasa 2024-2025
L'Ekstraklasa 2024-2025, nota anche come PKO Bank Polski Ekstraklasa 2024-2025 per ragioni di sponsorizzazione, è stata la 99ª edizione della massima serie del campionato polacco di calcio, la 91ª nel formato di campionato, con inizio il 19 luglio 2024 e terminata il 24 maggio 2025. Il Jagiellonia era la squadra campione in carica.
La competizione è stata vinta dal Lech Poznań, che ha vinto il suo nono titolo nazionale.

## Stagione

### Novità
Dalla stagione precedente sono stati retrocessi in I liga gli ultimi tre classificati del campionato: Warta Poznań, al termine di quattro stagioni in massima serie, Ruch Chorzów e ŁKS, entrambe dopo un solo anno di Ekstraklasa.
Al loro posto, dalla I Liga sono state promosse le prime tre classificate: il Lechia Danzica, retrocesso nella stagione precedente, il GKS Katowice, che aveva disputato la sua ultima stagione di vertice diciannove anni prima, e il Motor Lublino, vincitore dei play-off e di ritorno in massima serie dopo 32 anni di assenza.

### Formula
Le 18 squadre partecipanti giocano un girone all'italiana con partite di andata e ritorno, per un totale di 34 giornate. Al termine di esse la prima classificata è campione di Polonia e ottiene la qualificazione per la UEFA Champions League 2025-2026, mentre seconda e terza si qualificano per la UEFA Conference League 2025-2026, insieme con la vincitrice della Puchar Polski 2024-2025 che fa l’Europa League.
Le ultime tre classificate retrocedono invece in I Liga.

## Squadre partecipanti
| Club                | Città       | Stadio                            | Stagione precedente |
| ------------------- | ----------- | --------------------------------- | ------------------- |
| KS Cracovia         | Cracovia    | Stadio Józef Piłsudski            | 13° in Ekstraklasa  |
| GKS Katowice        | Katowice    | Stadio GKS Katowice               | 2° in I Liga        |
| Górnik Zabrze       | Zabrze      | Stadio Ernest Pohl                | 6° in Ekstraklasa   |
| Jagiellonia         | Białystok   | Stadio municipale (Białystok)     | Campione di Polonia |
| Korona Kielce       | Kielce      | Stadio municipale (Kielce)        | 14° in Ekstraklasa  |
| Lech Poznań         | Poznań      | Stadio municipale (Poznań)        | 5° in Ekstraklasa   |
| Lechia Danzica      | Danzica     | Stadio Gdańsk                     | 1° in I Liga        |
| Legia Varsavia      | Varsavia    | Stadio dell'Esercito polacco      | 3° in Ekstraklasa   |
| Motor Lublino       | Lublino     | Arena Lublin                      | 3° in I Liga        |
| Piast Gliwice       | Gliwice     | Stadio Piasta Gliwice             | 10° in Ekstraklasa  |
| Pogoń Stettino      | Stettino    | Stadio municipale (Stettino)      | 4° in Ekstraklasa   |
| Puszcza Niepołomice | Niepołomice | Stadio Józef Piłsudsk             | 12° in Ekstraklasa  |
| Radomiak Radom      | Radom       | Stadion im. Braci Czachorów       | 15° in Ekstraklasa  |
| Raków Częstochowa   | Częstochowa | Stadio municipale (Raków)         | 7° in Ekstraklasa   |
| Stal Mielec         | Mielec      | Stadio Stali Mielec               | 11° in Ekstraklasa  |
| Śląsk Breslavia     | Breslavia   | Stadio municipale (Breslavia)     | 2° in Ekstraklasa   |
| Widzew Łódź         | Łódź        | Stadio municipale del Widzew Łódź | 9° in Ekstraklasa   |
| Zagłębie Lubin      | Lubin       | Stadio Zagłębie Lubin             | 8° in Ekstraklasa   |

## Allenatori e primatisti
| Squadra             | Allenatore           | Calciatore più presente | Cannoniere |
| ------------------- | -------------------- | ----------------------- | ---------- |
| KS Cracovia         | Mateusz Dróżdż       |                         |            |
| GKS Katowice        | Krzysztof Nowak      |                         |            |
| Górnik Zabrze       |                      |                         |            |
| Jagiellonia         | Wojciech Pertkiewicz |                         |            |
| Korona Kielce       | Karol Jakubczyk      |                         |            |
| Lech Poznań         | Niels Frederiksen    |                         |            |
| Lechia Danzica      | Paolo Urfer          |                         |            |
| Legia Varsavia      | Dariusz Mioduski     |                         |            |
| Motor Lublino       | Zbigniew Jakubas     |                         |            |
| Piast Gliwice       | Łukasz Lewiński      |                         |            |
| Pogoń Stettino      | Jarosław Mroczek     |                         |            |
| Puszcza Niepołomice | Jarosław Pieprzyca   |                         |            |
| Radomiak Radom      | Seweryn Siemianowski |                         |            |
| Raków Częstochowa   | Piotr Obidziński     |                         |            |
| Stal Mielec         | Jacek Klimek         |                         |            |
| Śląsk Breslavia     | Patryk Załęczny      |                         |            |
| Widzew Łódź         | Michał Rydz          |                         |            |
| Zagłębie Lubin      |                      |                         |            |

## Classifica
|                    | Pos. | Squadra             | Pt | G  | V  | N  | P  | GF | GS | DR  |
| ------------------ | ---- | ------------------- | -- | -- | -- | -- | -- | -- | -- | --- |
| Polonia (bandiera) | 1.   | Lech Poznań         | 70 | 34 | 22 | 4  | 8  | 68 | 31 | +37 |
|                    | 2.   | Raków Częstochowa   | 69 | 34 | 20 | 9  | 5  | 51 | 23 | +28 |
|                    | 3.   | Jagiellonia         | 61 | 34 | 17 | 10 | 7  | 56 | 42 | +14 |
|                    | 4.   | Pogoń Stettino      | 58 | 34 | 17 | 7  | 10 | 59 | 40 | +19 |
|                    | 5.   | Legia Varsavia      | 54 | 34 | 15 | 9  | 10 | 60 | 45 | +15 |
|                    | 6.   | KS Cracovia         | 51 | 34 | 14 | 9  | 11 | 58 | 53 | +5  |
|                    | 7.   | Motor Lublino       | 49 | 34 | 14 | 7  | 13 | 48 | 59 | -11 |
|                    | 8.   | GKS Katowice        | 49 | 34 | 14 | 7  | 13 | 49 | 47 | +2  |
|                    | 9.   | Górnik Zabrze       | 47 | 34 | 13 | 8  | 13 | 43 | 39 | +4  |
|                    | 10.  | Piast Gliwice       | 45 | 34 | 11 | 12 | 11 | 37 | 36 | +1  |
|                    | 11.  | Korona Kielce       | 45 | 34 | 11 | 12 | 11 | 37 | 45 | -8  |
|                    | 12.  | Radomiak Radom      | 41 | 34 | 11 | 8  | 15 | 48 | 52 | -4  |
|                    | 13.  | Widzew Łódź         | 40 | 34 | 11 | 7  | 16 | 38 | 49 | -11 |
|                    | 14.  | Lechia Danzica      | 37 | 34 | 10 | 7  | 17 | 44 | 59 | -15 |
|                    | 15.  | Zagłębie Lubin      | 36 | 34 | 10 | 6  | 18 | 33 | 51 | -18 |
|                    | 16.  | Stal Mielec         | 31 | 34 | 7  | 10 | 17 | 39 | 56 | -17 |
|                    | 17.  | Śląsk Breslavia     | 30 | 34 | 6  | 12 | 16 | 38 | 53 | -15 |
|                    | 18.  | Puszcza Niepołomice | 28 | 34 | 6  | 10 | 18 | 37 | 63 | -26 |

Legenda:
      Campione di Polonia e ammessa alla UEFA Champions League 2025-2026.
      Ammessa alla UEFA Conference League 2025-2026.
      Retrocessa in I liga 2025-2026
Note:
Tre punti a vittoria, uno a pareggio, zero a sconfitta.
La classifica viene stilata secondo i seguenti criteri:
- Punti conquistati
- Punti conquistati negli scontri diretti
- Differenza reti negli scontri diretti
- Reti realizzate negli scontri diretti
- Goal fuori casa negli scontri diretti (solo tra due squadre)
- Differenza reti generale
- Reti totali realizzate
- Classifica fair-play
- Sorteggio